# Sládkovičovo
Sládkovičovo (in ungherese Diószeg, in tedesco Diosek) è una città della Slovacchia facente parte del distretto di Galanta, nella regione di Trnava.